# Sotir Kosta
Sotir Kosta, właściwie Sotir Spiro Kosta (ur. 6 czerwca 1936 w Buhal k. Përmetu) – albański rzeźbiarz.

## Życiorys
W roku 1964 ukończył studia na Wydziale Rzeźby w Instytucie Sztuki w Tiranie. Po studiach zajmował się konserwacją rzeźby w Archeologicznym Centrum Badawczym w Tiranie. W 1975 przeszedł do Instytutu Pomników Kultury, jako specjalista od restauracji mozaik. Był kuratorem wystawy „Sztuka albańska przez wieki”, otwartej w Paryżu w 1974. W latach 1980–2001 wielokrotnie reprezentował Albanię na seminariach i konferencjach poświęconych ochronie zabytków - w Macedonii, Grecji, a także we Włoszech.
Pierwszą nagrodę państwową za własną rzeźbę otrzymał w 1957, wystawiając gipsową figurę Vajza (Dziewczyna). W latach 1973–1981 został za swoją twórczość dwukrotnie uhonorowany orderem Naima Frasheriego. Specjalizuje się w rzeźbie portretowej, większość dzieł jest inspirowana historią Albanii. Jednym z najsłynniejszych dzieł Kosty jest popiersie Leki Dukagjiniego, wystawiana w Narodowym Muzeum Skanderbega w Kruji. Obecnie jego prace znajdują się w 14 muzeach albańskich, najwięcej w Narodowej Galerii Sztuki w Tiranie. W roku 2006 został zaproszony do Polski przez Stowarzyszenia Wychowanków AGH, jego prace wystawiono w jednej z galerii krakowskich.